# جام جهانی فوتبال زیر ۱۷ سال ۲۰۲۵
جام جهانی فوتبال زیر ۱۷ سال ۲۰۲۵ بیستمین دوره از جام جهانی فوتبال زیر ۱۷ سال است. این جام جهانی، یک رویداد مسابقات بین‌المللی جوانان فوتبال مردان است که تیم‌های ملی زیر ۱۷ سال فدراسیون‌های عضو فیفا در آن شرکت می‌کنند. این رویداد در کشور قطر برگزار خواهد شد. این نخستین میزبانی قطر از این مسابقات، و سومین باری خواهد بود که جام جهانی فوتبال زیر ۱۷ سال در جهان عرب برگزار می‌شود. قطر به‌عنوان هفتمین کشور منحصربه‌فرد در آسیا است و دومین دورهٔ متوالی مسابقات در آسیا را میزبانی می‌کند.
این دورهٔ مسابقات، نخستین دوره‌ای خواهد بود که میزبان ۴۸ تیم بوده و به‌صورت سالانه برگزار می‌شود.
تیم ملی زیر ۱۷ سال آلمان در حال حاضر عنوان قهرمانی را در اختیار دارد و نخستین قهرمانی خود را در ۲۰۲۳ کسب کرده است.

## انتخاب میزبان
پس از برگزاری نشست شورای فیفا در ۱۴ مارس ۲۰۲۴ در زوریخ، سوئیس، قطر به‌عنوان میزبان جام جهانی فوتبال زیر ۱۷ سال ۲۰۲۵–۲۰۲۹ معرفی شد.

## ورزشگاه‌ها
اعلام خواهد شد.

## تیم‌های تأییدشده
در مجموع صلاحیت ۴۸ تیم برای حضور در این مسابقات تأیید شده است. علاوه بر قطر که به‌طور خودکار به‌عنوان میزبان تأیید صلاحیت شده است، ۴۷ تیم دیگر نیز صلاحیت حضور را از طریق شش رقابت قاره‌ای جداگانه کسب کرده‌اند.
| کنفدراسیون                                                  | مسابقه تعیین صلاحیت                   | تیم            | مرتبه حضور | نخستین حضور | آخرین حضور | بهترین عملکرد قبلی |
| ----------------------------------------------------------- | ------------------------------------- | -------------- | ---------- | ----------- | ---------- | ------------------ |
| ای‌اف‌سی (آسیا) (میزبان + اعلام خواهد شد)                     | کشور میزبان                           | قطر            | هشتم       | ۱۹۸۵        | ۲۰۰۵       | مقام چهارم (۱۹۹۱)  |
| ای‌اف‌سی (آسیا) (میزبان + اعلام خواهد شد)                     | مسابقات فوتبال زیر ۱۷ سال آسیا ۲۰۲۵   | اعلام خواهد شد |            |             |            |                    |
| کاف (آفریقا) (اعلام خواهد شد)                               | جام زیر ۱۷ سال ملت‌های آفریقا ۲۰۲۵     | اعلام خواهد شد |            |             |            |                    |
| کونکاکاف (آمریکای شمالی و مرکزی و کارائیب) (اعلام خواهد شد) | قهرمانی زیر ۱۷ سال کونکاکاف ۲۰۲۵      | اعلام خواهد شد |            |             |            |                    |
| کونمبول (آمریکای جنوبی) (اعلام خواهد شد)                    | قهرمانی زیر ۱۷ سال آمریکای جنوبی ۲۰۲۵ | اعلام خواهد شد |            |             |            |                    |
| اُاف‌سی (اقیانوسیه) (اعلام خواهد شد)                          | قهرمانی زیر ۱۷ سال اُاف‌سی ۲۰۲۵         | اعلام خواهد شد |            |             |            |                    |
| یوفا (اروپا) (اعلام خواهد شد)                               | قهرمانی زیر ۱۷ سال یوفا اروپا ۲۰۲۵    | اعلام خواهد شد |            |             |            |                    |